# Wanda Coleman
Wanda Coleman (Los Ángeles, 13 de noviembre de 1946-Los Ángeles, 22 de noviembre de 2013) fue una poeta afroamericana estadounidense que fue conocida como "la Blueswoman de Los Ángeles" y "la poeta laureada no oficial de los Ángeles".

## Biografía
Wanda Evans nació en el barrio de Watts de Los Ángeles, donde creció. Sus padres fueron George y Lewana (Scott) Evans. En 1931, su padre se fue a vivir a Little Rock, Arkansas después que linchasen a un joven. Era un exboxeador que fue amigo del campeón de los pesos pesados Archie Moore. Su madre trabajó como mayordoma de Ronald Reagan y otras celebridades.
Después de graduarse en el Instituto John C. Fremont de Los Ángeles, estudió a Los Angeles Valley College de Van Nuys. Después estudió en la Universidad Estatal de California, Los Ángeles pero no acabó sus estudios. Poco después de abandonar la universidad, se casó con Charles Coleman, un hombre blanco del sur que formaba parte del Student Non-Violent Coordinating Committee. Posteriormente se casó dos veces más. Su tercer marido fue el poeta Austin Straus.
Después de divorciarse de su primer marido, Wanda trabajó en tareas de redacción y hasta editando una revista pornográfica.
Entre 1981 y 1996 dirigió el programa de radio "poetry connection" en la radio pacífica. En este programa entrevistó a escritores locales e internacionales.
En sus obras, tanto de ficción como ensayos y poemas, Coleman introduce personajes que sufrían desigualdades sociales.
Coleman recibió becas de la Fundación John Simon Guggenheim, la National Endowment for the Arts y el Consejo de las Artes de California. Entre los premios que ha recibido, destaca un premio Emmy (1999), el Premio Lenore Marwhall y fue finalista en 2001 del Premio Nacional del Libro.

## Controversia
Aunque solía recibir buenas críticas positivas de sus obras, se hizo notable la crítica negativa del libre de Maya Angelou, A Song Flung Up to Heaven. Coleman dijo que este libro era pequeño y poco auténtico, sin ideas ni visión. Esta crítica provocó respuestas positivas y negativas, además de cancelaciones de algunos actos que tenía que protagonizar.

## Obras
- The World Falls Away. University of Pittsburgh Press. 2011. ISBN 9780822961642.
- Jazz and Twelve O'Clock Tales. Black Sparrow. 2008. ISBN 9781574232127.
- My Crowning Glory. Brickbat Revue. 2006.
- The Riot Inside Me: More Trials & Tremors. Black Sparrow. 2005. ISBN 9781574232004.
- Wanda Coleman--Greatest Hits: 1966-2003. Pudding House Publications. ISBN 9781930755192.
- Ostinato Vamps Pitt Poetry Series, 2003-2004. ISBN 9780822958338
- Mercurochrome. Black Sparrow. 2001. ISBN 9781574231533. finalista del premi National Book.
- Mambo Hips and Make Believe: A Novel. Black Sparrow. 1999. ISBN 9781574230949.
- Bathwater Wine. Black Sparrow. 1998. ISBN 9781574230642.
- Native In a Strange Land: Trials & Tremors. Black Sparrow. 1996. ISBN 9781574230222.
- American Sonnets Woodland Pattern 1994.
- Hand Dance. Black Sparrow. 1993. ISBN 9780876858967.
- African Sleeping Sickness: Stories & Poems. Black Sparrow. 1990. ISBN 9780876858127.
- A War of Eyes and Other Stories. Black Sparrow. 1988. ISBN 9780876857359.
- Heavy Daughter Blues: Poems & Stories 1968-1986 Black Sparrow 1987.
- Imagoes Black Sparrow 1983. ISBN 9780876855096
- Mad Dog Black Lady. Black Sparrow. 1979. ISBN 9780876854129.